# InGen
InGen (International Genetic Technologies, Inc.) és una empresa d'enginyeria genètica fictícia que apareix en la franquícia de novel·les, pel·lícules i altres medis de Jurassic Park.

## Narrativa
La companyia fictícia, InGen, se situa a Palo Alto, Califòrnia i també té una divisió a Europa. No obstant això, la major part de la investigació de InGen va tenir lloc tant a les illes Sorna com Nublar
Si bé els registres oficials indiquen que InGen es forma en diversos petits grups d'enginyeria genètica el 1980, en els esdeveniments de la novel·la i la pel·lícula es revela que un selecte grup de l'empresa havia descobert un mètode de la clonació de dinosaures i altres animals (incloent-hi un quagga) utilitzant sang extreta de mosquits atrapats en ambre durant diversos períodes, que van des de l'era del Mesozoic fins al 1800.
Després del sabotatge durant una visita d'inspecció (última setmana d'agost de 1989 a la novel·la, en data desconeguda el 1993 per la pel·lícula) que diverses persones van ser assassinades per escapar dels dinosaures.
En aquest punt la continuïtat de la pel·lícula i els llibres es van separar.

### En els llibres
A la novel·la, el fundador de InGen John Hammond mor en l'accident i els arxius de InGen del Chapter 11 el 5 d'octubre de 1989, l'illa és destruïda (fictíciament) per la Força Aèria de Costa Rica, els supervivents estan obligats a guardar el secret i fins a The Lost World, InGen deixa d'existir amb el seu equip en venda.
Lost World també revela que gran part de l'operació InGen d'Illa Nublar sobre la investigació, era una cortina de fum ocultant el fet que la majoria de la investigació es va produir a l'illa Sorna. La novel·la revela que el 1995, Ian Malcolm (que havia sobreviscut el primer incident) havia descobert la segona operació InGen amb l'ajuda d'un petit grup d'associats. Investiguen l'illa i descobreixen que els dinosaures són lliures després del col·lapse de l'empresa. Tot i la interferència d'un grup tractant de robar ous de dinosaure de la investigació que són capaços d'ocultar l'estat de les Illes i el llegat de InGen. Encara que la novel·la indica que els animals han estat apareixent a la part continental que pot conduir al descobriment de les illes i la destrucció.

### En les pel·lícules
En l'adaptació al cinema del 1993, els genetistes de la companyia InGen no va ser nomenats en qualsevol tipus de diàleg en pantalla, però, el seu logotip és en els helicòpters. i la major part de la primera pel·lícula segueix la novel·la, excepte que en John Hammond, sobreviu i decideix que el parc és perillós i inviable. L'operació està tancada i desmantellada.
A diferència de la segona novel·la, InGen encara existeix en la segona pel·lícula, en substitució del seu rival Biosyn com els antagonistes, i està a la vora de la fallida del capítol 11 des de l'incident. A la pel·lícula, en Hammond es veu forçat per la junta de directors que planegen explotar els animals supervivents d'Illa Sorna i els situarà en el desenvolupament d'una exposició a San Diego, per tal de restaurar les fortunes perdudes de l'empresa.
Hammond organitza i envia un equip d'experts dirigits per Ian Malcolm a Illa Sorna per documentar els animals abans de l'assalt InGen, que acaba molt malament, tant a causa del sabotatge (per l'equip de Malcolm) i la subestimació de les capacitats dels animals. Un parell de T-Rex espècimens van ser capturats (un adult i un de jove) i són transportats a San Diego, on havien de ser exposats, però l'adult de T-Rex s'escapa i provoca un enrenou abans de ser finalment sotmès i retornat a l'illa.
A Jurassic Park III l'illa està en quarantena en espera d'una decisió final sobre què fer amb els animals. InGen mai va aparèixer i només hi ha una menció de passada, deixant la destinació de la desconeguda empresa i és de suposar que està en fallida per l'incident a San Diego.

## Recepció
Beacham's Encyclopedia of Popular Fiction descriuen InGen comparable a una altra "organització de mala qualitat". Altres fonts de la companyia està comparant la captura dels dinosaures com una al·lusió a altres empresaris d'explotació descrits a King Kong. Ken Gelder descriu InGen com a "decididament en secret, igual que l'empresa en la novel·la de Grisham".